# Sinclair User
Sinclair User è stata una rivista mensile britannica dedicata ai videogiochi per home computer, in particolare la famiglia della Sinclair Research, soprattutto lo ZX Spectrum, e arcade.

## Storia
Inizialmente pubblicata da ECC Publications, e poi dalla EMAP, uscì in Inghilterra tra il 1982 e il 1993, divenendo la rivista incentrata sul Sinclair più longeva.
Come molte riviste simili, conteneva notizie, recensioni, anteprime, suggerimenti, guide, colonne regolari, lettere dei lettori e demo su una cassetta incollata sulla copertina.
Nel maggio 1992 l'ex pubblicazione rivale Crash fu teoricamente inclusa in Sinclair User ma in pratica questo significò soltanto l'aggiunta del logo Crash! alla copertina della rivista e poco altro.
Negli anni precedenti, la rivista aveva creato dei culti della personalità attorno ad alcuni dei suoi collaboratori "esilaranti", tra cui Bill "Incorruptible" Scolding, John "Disgusting" Gilbert, Chris "Lunchbreaks" Bourne, Claire "Ligger" Edgely, Richard Price (autore delle colonne "Gordo Greatbelly", dedicate alle avventure dinamiche) e il giornalista Andrew Hewson (fondatore del software Hewson Consultants).
Sotto il mandato editoriale di David Kelly, la rivista iniziò a concentrarsi maggiormente sulla scena dei giochi e presentò più grafiche a colori sotto il designer Gareth "the Mad Celt". Al tempo dell'editor Graham Taylor, la rivista includeva il personaggio dei cartoni animati Kamikaze Bear, e il tono della pubblicazione cambiò da rivista semi-seria a qualcosa di rivolto più ai bambini. 

## Timex Sinclair User
Timex Sinclair User fu uno spinoff di breve durata pubblicato sul mercato statunitense, dove le piattaforme Sinclair erano pubblicate da Timex Sinclair.